# Franciabigio

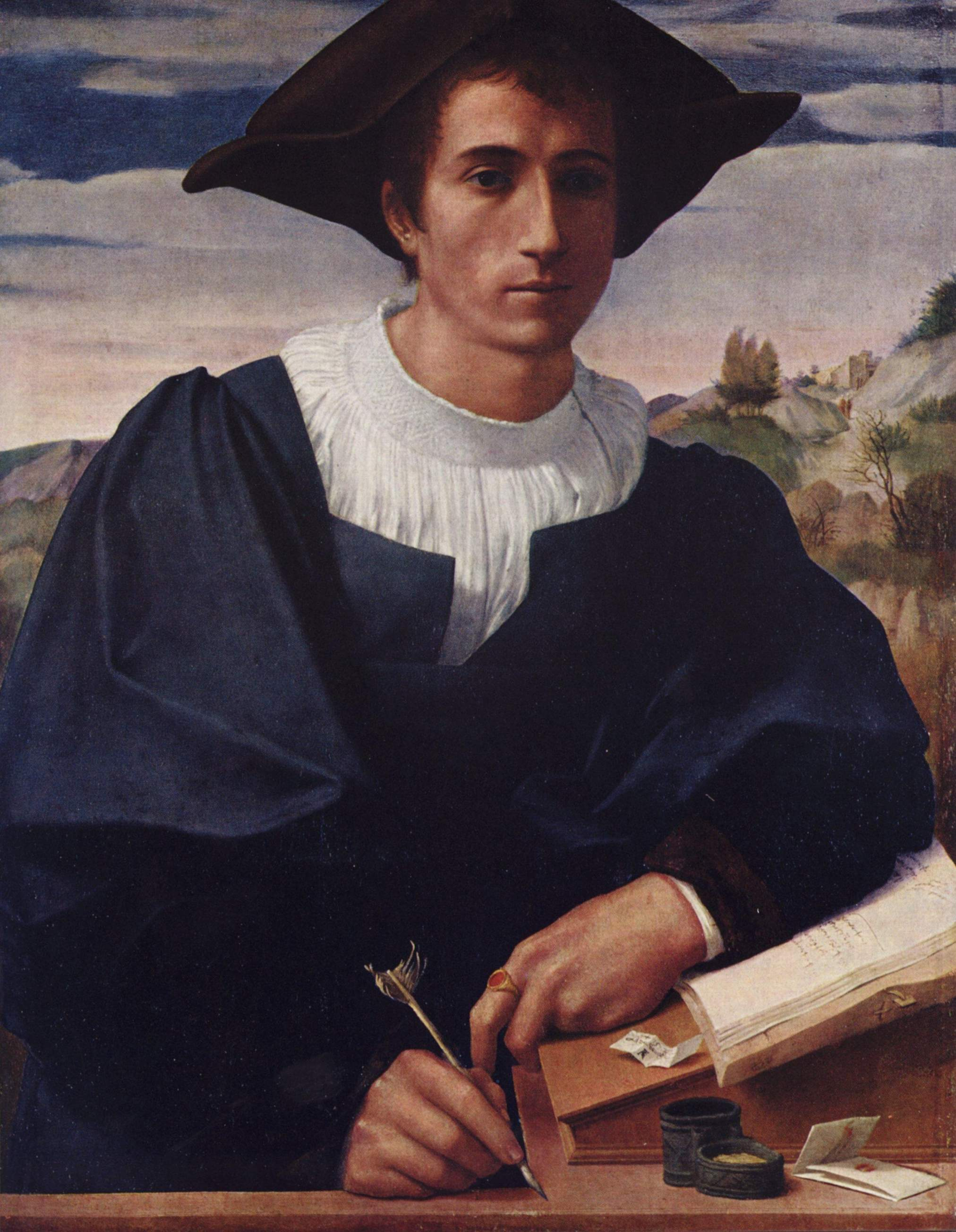
Portret van een jonge man

Franciabigio (Florence, 1484 - aldaar, 1525) was een Italiaans kunstschilder.

## Schilderstijl
De werken van Franciabigio behoren tot de Hoogrenaissance schilderkunst. Hij werkte samen met Andrea del Sarto en had met hem een atelier.

## Schilderijen
- Madonna met kind, ca. 1514, Hermitage, Sint-Petersburg [dode link]
- Laatste Avondmaal, 1514
- Staand mannelijk figuur, 1515
- Madonna met kind en de jonge Johannes, ca.1518/24
- Portret van een man, 1517

## Musea
Werken van Franciabigio bevinden zich onder andere in de collectie van:
- Hermitage, Sint-Petersburg
- J. Paul Getty Museum, Los Angeles
- Liechtenstein Museum, Wenen
- Louvre, Parijs

## Externe links

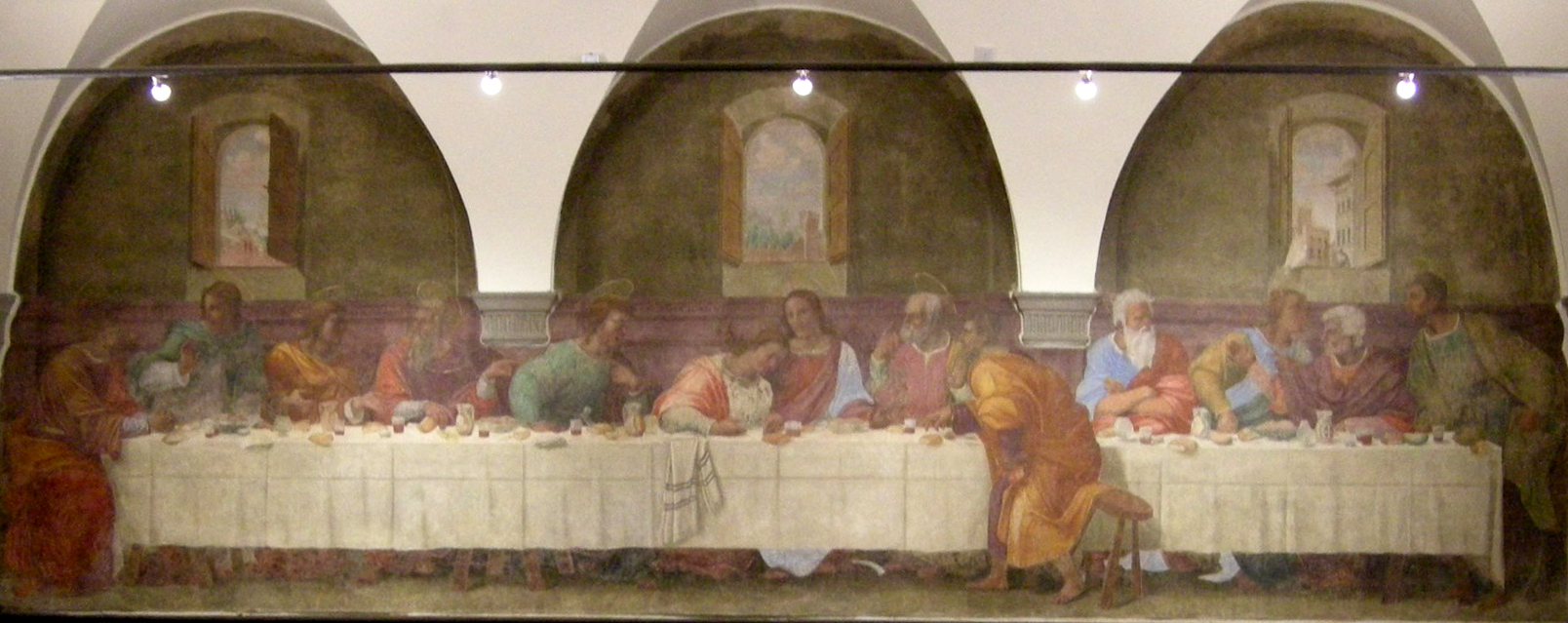
Laatste avondmaal, 1514